# Phaeosphaeria nigrans
Phaeosphaeria nigrans är en svampart som först beskrevs av Roberge ex Desm., och fick sitt nu gällande namn av L. Holm 1957. Phaeosphaeria nigrans ingår i släktet Phaeosphaeria och familjen Phaeosphaeriaceae.  Arten är reproducerande i Sverige. Inga underarter finns listade i Catalogue of Life.